# Turriaco
Turriaco (en friülà, Turiàc) és un municipi italià, dins de la província de Gorizia. Forma part de la Bisiacaria. L'any 2007 tenia 2.652 habitants. Limita amb els municipis de Fiumicello (UD), Ruda (UD), San Canzian d'Isonzo i San Pier d'Isonzo.

## Administració
| Període | Identitat         | Partit         |
| ------- | ----------------- | -------------- |
| 2004-   | Alessandra Brumat | Centreesquerra |